# Tè con latte
Il tè con latte si riferisce a diverse bevande presenti in molte culture contenenti alcune combinazioni di tè e latte. Le bevande variano in base alla quantità di ciascuno di questi ingredienti chiave, al metodo di preparazione e all'inclusione di altri ingredienti (che spaziano dallo zucchero, al miele, al sale o al cardamomo). Viene anche prodotta commercialmente la polvere istantanea di tè al latte.

## Varianti
Fra le molte ricette contenenti latte e tè vi sono:
- Bubble tea – noto anche come boba o tè con le bolle, è una bevanda taiwanese a base di tè inventata a Taichung, negli anni ottanta[3]
- Cambric Tea – una bevanda zuccherata a base di latte caldo, spesso preparata con una piccola quantità di tè[4]
- Tè con latte in stile Hong Kong – tè nero addolcito con latte evaporato proveniente dai giorni del dominio coloniale britannico ad Hong Kong[5]
- Tè thailandese – Il tè thailandese e tè al latte in stile hongkonghese hanno gusto e metodi di preparazione simili.
- Doodh pati chai – letteralmente "latte e foglie di tè", una bevanda del tè bevuta in Nepal, Pakistan, India e Bangladesh[6]
- Teh tarik – una specie di tè con latte popolare in Malaysia e Singapore[7]
- Süütei tsai – un tè con latte salato della Mongolia[8]
- Shahi haleeb – un tè con latte speziato dello Yemen[9]
- Masala chai – un tè al latte aromatizzato bevuto nel subcontinente indiano[10]
- Irani chai – un tipo di tè con latte fatto con latte puro mescolato con mawa, preparato in caffè in stile iraniano a Hyderabad, in India[11]
- Cha yen – versione thailandese del tè freddo, bevanda dolce popolare nel sud-est asiatico[12]